# Max Dasch (Verleger, 1946)

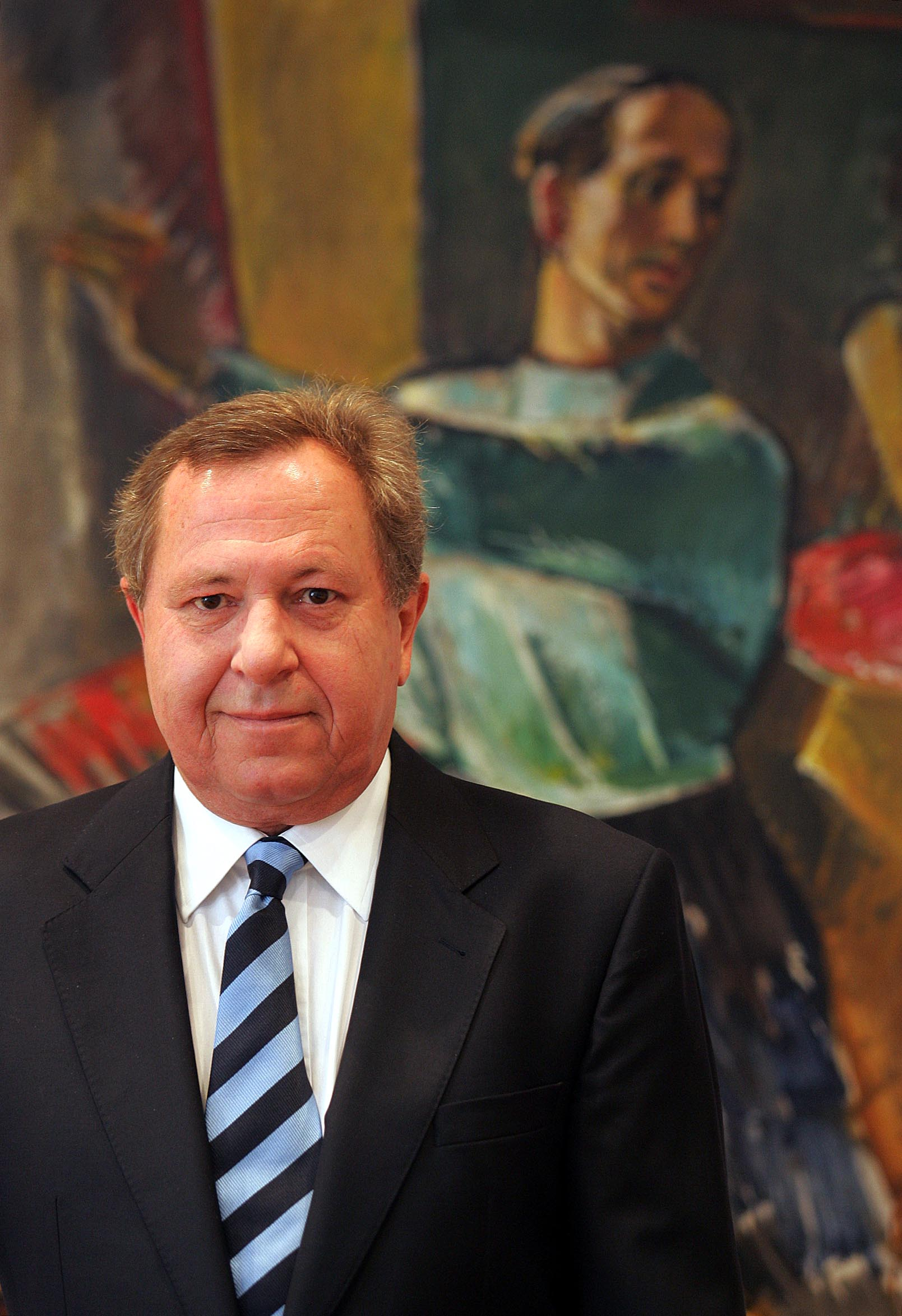
Max Dasch (2005)

Max Dasch (* 15. Juni 1946 in Salzburg; † 17. April 2024 ebendort) war ein österreichischer Verleger und Herausgeber der Salzburger Nachrichten.

## Leben
Max Dasch studierte Philosophie an der Universität Wien, bevor er 1971 in den Süddeutschen Verlag einstieg. Im März 1972 wurde er Werbeleiter bei den Salzburger Nachrichten und am 18. Juli 1975 deren Geschäftsführer.
Von 1977 bis 1994 war Max Dasch Mitglied des Aufsichtsrates der Kabel-TV Salzburg. In der Austria Presse Agentur (APA) war Dasch von 1977 bis 1984 Mitglied des Aufsichtsrats, hatte von 1981 bis 1983 den Vorsitz inne und gehörte von 1984 bis 1993 dem APA-Vorstand an. Ab 1977 war er Vorstandsmitglied im Verband Österreichischer Zeitungen (VÖZ).
1979 gründete er die Verlagshausges. m. b. H. und brachte in der Folge einen Ring von Kauf-Wochenzeitungen im Bundesland Salzburg heraus.
Nach dem Tod seines Vaters Max Dasch übernahm er 1982 die Herausgeberschaft der Salzburger Nachrichten, nachdem er fünf Jahre zuvor bereits Gesellschafter der Salzburger Nachrichten Verlagsgesellschaft geworden war; die Herausgeberschaft hatte er bis zu seinem Tod inne. Er führte die Zeitung 1989 aus dem reinen Regionalmarkt heraus zu einer Österreichausgabe und stärkte mit der gleichzeitigen Einführung der erweiterten Lokalberichterstattung (ab 1995 im Kleinformat) sowie der Übernahme des Ringes der Salzburger Wochenzeitungen auch die Präsenz des Blattes am Salzburger Zeitungsmarkt.
1997 ebnete Dasch den Weg für den Internetauftritt www.salzburg.com und wurde im Dezember zum Präsidenten des Verbandes Österreichischer Zeitungen gewählt, dem er bis Ende 2001 vorstand und danach noch als Vizepräsident angehörte.
Während seiner Herausgeberschaft war Dasch Vorstandsmitglied im Verein Media-Analysen (1983–1986), Präsident des Vereins „Zeitung in der Schule“ (ab 1995), Mitglied des Präsidiums des VÖZ (seit 1984), Gründungs-Präsident des Panathlon Clubs Salzburg (1987–1990) und Mitglied des Direktoriums der tele-Zeitschriftenverlagsgesellschaft (1991–1997).
Sein gleichnamiger Sohn Maximilian Dasch rückte am 2. September 2013 in die Geschäftsleitung auf, wo er zuletzt schon vier Jahre als Assistent tätig gewesen war.
Max Dasch starb am 17. April 2024 nach kurzer schwerer Krankheit im Alter von 77 Jahren in Salzburg.

## Auszeichnungen
- Am 21. Oktober 1985 erhielt Max Dasch das Goldene Ehrenzeichen des Landes Salzburg.
- Am 25. November 1987 wurde Max Dasch mit dem Goldenen Ehrenzeichen für Verdienste um die Republik Österreich ausgezeichnet.
- 1999 erhielt er durch Bundeskanzler Viktor Klima das „Große Ehrenzeichen für Verdienste um die Republik Österreich“.[3]
- Am 9. September 2003 erhielt Max Dasch von Landeshauptfrau Waltraud Klasnic für sein „kraftvolles Wirken zum Nutzen der Vielfalt, der Freiheit und der Unabhängigkeit journalistischer Arbeit“ das Große Goldene Ehrenzeichen des Landes Steiermark.[3]
- Am 23. Oktober 2011 überreichte ihm die Landeshauptfrau Gabi Burgstaller den Ehrenring des Landes Salzburg.[4]